# 흥아해운
흥아해운(Heung-A Shipping Co., Ltd., 興亞海運)은 대한민국의 해운 전문 회사이다. 이 회사는 1961년 12월 8일 부산광역시(당시 시의 명칭은 경상남도 부산시)에서 설립된 기업이다.
흥아해운은 코스피에 상장된 우량 기업이며, 대한민국의 해운 회사 역사상 최초(1976년 6월 29일)로 주식을 상장한 업체이기도 하다. 사업영역의 특성상 사람들이 잘 모르는 업체로 인식되나, 흥아해운은 해운 역사가 비교적 짧은 대한민국에서 손에 꼽히는 장수한 기업으로도 유명하다.
현재 흥아해운의 본사는 서울특별시 중구 청계천로8, 5층 (무교동, 프리미어플레이스)에 있다.

## 역사
1961년 설립 후 1964년 5월 일반화물선 제1, 2, 3 흥아호를 시작으로 1973년까지 제5, 7, 8, 9, 11, 16, 17 흥아호를 대일항로에 취역 및 신조 컨테이너선 비너스호를 대일항로에 취역시키며 컨테이너 운송사업을 시작했다. 1974년 원목선 레인보우호를 취역시키며 동남아항로 운항을 개시, 1976년 화학제품운반선 여수 파이오니어호[1]를 대일항로에 취역시킨다. 1977년 제1회 해운의 날에서 우수 해운사로 대통령 표창 수상, 1978년 다목적화물선 제1, 2 도남호를 대일항로에 취역시키며 대일항로에서 굳건한 위상을 자랑하며 발전한다.
1984년까지 항로를 벵갈만, 중동, 홍해까지 넓히며 승승장구 하였으나 1985년 무리한 선박도입과 계열사에 과도한 지급보증으로 인하여 법정관리에 들어가게된다. 이후 도쿄, 홍콩, 마산 사무소 폐쇄, 선박 매각, 홍해~벵갈만 서비스 중단, 계열사 매각 등으로 1989년부터 실적이 나아지기 시작하였으며 1999년 법정관리에서 벗어나게 된다.
이후 운영선대를 컨테이너선 / 화학제품운반선으로 이분화하여 한중일, 동남아 항로에 집중하였으며 2007년 선박관리업체 (주)하스매니지먼트, 2015년 자사 화학제품운반선대 관리를 위해 (주)파이오니어탱커서비스를 설립하였다.
2020년 자본잠식으로 상장폐지 직전까지 몰렸으나, 2021년 장금상선이 대주주가 되어 유상증자를 실시해 상장폐지를 모면했다.
2021년 6월 22일 장금상선을 투자자로 하는 제 3자배정 유상증자를 통해 장금상선으로 최대주주가 변경되었다.
2022년 6월 29일 이사회 내 위원회를 설치하였다. (ESG위원회)
2023년 9월 본점소재지를 변경하였다.(서울시 중구 청계천로 8, 5층(무교동, 프리미어플레이스))

## 재무
2022년 매출액은 전기 대비 117.6% 증가하였으며, 영업이익도 흑자전환하여, 298억원의 영업이익을 달성하였다.
2017년부터 5년 연속 영업손실을 내다 2022년 흑자로 돌아섰고 2023년에도 이익을 냈다. 순이익은 2021년 장금상선의 인수대금이 유입되면서 흑자 전환에 성공한 뒤 3년째 흑자 성적을 이어갔다. 특히 2022년에 이어 2년 연속 40%를 웃도는 고성장률을 달성했다.

## 기업 규모
기업 규모는 2023년을 바탕으로 적용한다.
- 전체 직원수 : 333명
- 매출액 : 1,648억원
- 영업이익 : 245억원
- 당기순이익 : 347억원

## 주요 항로
일본, 중국 및 동남아항로를 중심으로 해상화물운송용역의 제공을 주 목적사업으로 하고있다

## 운영선대목록 (탱커선)
NO.3 GREEN PIONEER / DWT 3,999
BUSAN PIONEER / DWT 3,497
ULSAN PIONEER / DWT 3,497
KOBE PIONEER / DWT 3,499
YOKOHAMA PIONEER / DWT 3,499
HONGKONG PIONEER / DWT 6,524
POHANG PIONEER / DWT 6,510
DREAM PIONEER / DWT 6,510
ASIAN PIONEER / DWT 12,423
NO.2 ASIAN PIONEER / DWT 12,421
HEUNG-A PIONEER / DWT 12,389
NO.2 HEUNG-A PIONEER / DWT 12,335
GOLDEN PIONEER / DWT 11,895
NO.3 OCEAN PIONEER / DWT 19,991
OCEAN PIONEER /DWT 19,984
NO.2 OCEAN PIONEER / DWT 19,991